# Eublemma pudorina
Eublemma pudorina is een vlinder van de familie van de spinneruilen (Erebidae). De wetenschappelijke naam van deze soort werd voor het eerst voorgesteld als Thalpochares polygramma var. pudorina door Otto Staudinger in een publicatie uit 1889.
De soort komt voor in Zuidoost-Europees-Rusland, Oekraïne, Roemenië, Noord-Macedonië, Bulgarije, Griekenland, Armenië en Iran.